# Rita Ackermann
Rita Ackermann, nata Rita Bakos (Budapest, 19 aprile 1968), è una pittrice ungherese naturalizzata statunitense.
Esponente dell'avanguardia newyorkese e dell'espressionismo astratto, le sue opere incorporano forme umane e richiami fiabeschi, concentrandosi principalmente sui temi dell'antropomorfismo e della femminilità. Lo stile di Rita Ackermann risulta ispirato alla filosofia di Paul Virilio e al suo scritto Estetica della sparizione, in cui l'artista scoprì e introiettò il concetto di "intelligenza metafisica".

## Biografia
Nata a Budapest, dal 1989 al 1992 Rita Bakos frequentò l'Università ungherese di belle arti, dove fu allieva di Károly Klimó. Si trasferì quindi a New York per studiare alla New York Studio School of Drawing, Painting and Sculpture; giunta negli Stati Uniti, cambiò il cognome assumendo quello da nubile di sua nonna, Ackermann.
Nel 1994, Marcia Tucker, curatrice del New Museum of Contemporary Art le commissionò una finta vetrata su Broadway intitolata Who Are We? What Are We? Where Did We Come From?, in cui l'artista raffigurò un paradiso post-apocalittico abitato da animali e ragazze adolescenti con richiami a Paul Gauguin. Nello stesso anno, l'allora ventiseienne Rita Ackermann tenne la sua prima mostra personale presso la Andrea Rosen Gallery di New York, venendo recensita sulla rivista Artforum dal critico Keith Seward: "Indossando Puma made in Taiwan, ascoltando musica britannica su una radio giapponese, le ragazze nei dipinti di Ackermann seducono non con le parole ma attraverso un certo linguaggio del corpo nubile".
Nel 1995 realizzò la copertina dell'album Psychic Hearts di Thurston Moore.
Nel 1999, l'artista allestì la sua prima mostra istituzionale presso lo Swiss Institute Contemporary Art New York. Nel 2002, tenne invece una mostra personale di dipinti, collage e opere su carta intitolata Snowfall in August al museo Het Nieuwe Domein nei Paesi Bassi.
Dal 2006 al 2008, lavorò esclusivamente in collage e produsse una serie di opere compresse tra due lastre verticali di plexiglass, prendendo parte alla Whitney Biennial del 2008. Nel 2011, collaborò con il regista Harmony Korine in un lavoro dagli influssi macabri e bizzarri intitolato Shadow Fux, che venne esposto allo Swiss Institute. Nello stesso anno ebbe la sua prima grande mostra espositiva, intitolata BAKOS, presso il Ludwig Museum of Contemporary Art di Budapest.
Nel 2012, Rita Ackermann venne scelta come soggetto di una retrospettiva curata da Bonnie Clearwater presso il Museum of Contemporary Art di North Miami. La mostra presentava dipinti, disegni e collage dell'intera carriera dell'artista a partire dal 1993.
Nel 2014, la Sammlung Friedrichshof in Austria tenne una mostra dei lavori di Rita Ackermann intitolata Meditazione sulla violenza, incentrata su una serie di "dipinti a gesso", risultato di una sperimentazione pittorica dell'artista che riproduceva i tratti del gesso sulla lavagna.
Nel 2016, presso la Malmö Konsthall in Svezia si tenne una rassegna dei "dipinti lavagna" dell'artista dal titolo L'estetica della scomparsa, prima sua esposizione in Scandinavia.
Un'ulteriore personale delle opere a gesso di Rita Ackermann intitolata Movements as Monuments, curata da Gianni Jetzer, si tenne nel 2018 alla Triennale di Milano. Su ArtsLife, Davide Landoni scrisse: "Linee di corpi che si costruiscono per sfaldarsi, volti che colano quasi erodendo la tela. Con i sui immensi quadri la Ackermann apre la navigazione lungo un orizzonte intimo e immaginifico, dal quale emergono elementi naturali, suggestioni fiabesche e segreti rimandi personali. Un vocabolario di un universo mnemonico dove indifferenti statici monumenti del vissuto si convertono in fugaci movimenti emozionali".
Nel 2019, l'artista intraprese un nuovo lavoro sulla serie Mama, che venne poi esposta accanto ai suoi primi lavori risalenti agli anni novanta in una mostra intitolata HIDDEN al MASI di Lugano nel 2023. Rita Ackermann spiegò la sua idea di pittura affermando: "Non appena un’immagine diventa chiara o leggibile, nello stesso momento perde il significato che potrebbe avere in un’altra forma [...] Il quadro deve cadere mille volte e ogni volta rialzarsi per compiere la sua missione di servire l’inconoscibile, l’innominabile, di nuovo [...] Dipingere non richiede pensieri complicati, ma sincerità".
Nel 2024 espose nuovamente in Italia, nella cornice di Palazzo Twombly, dove presentò la mostra Manna Rain.

## Galleria di opere

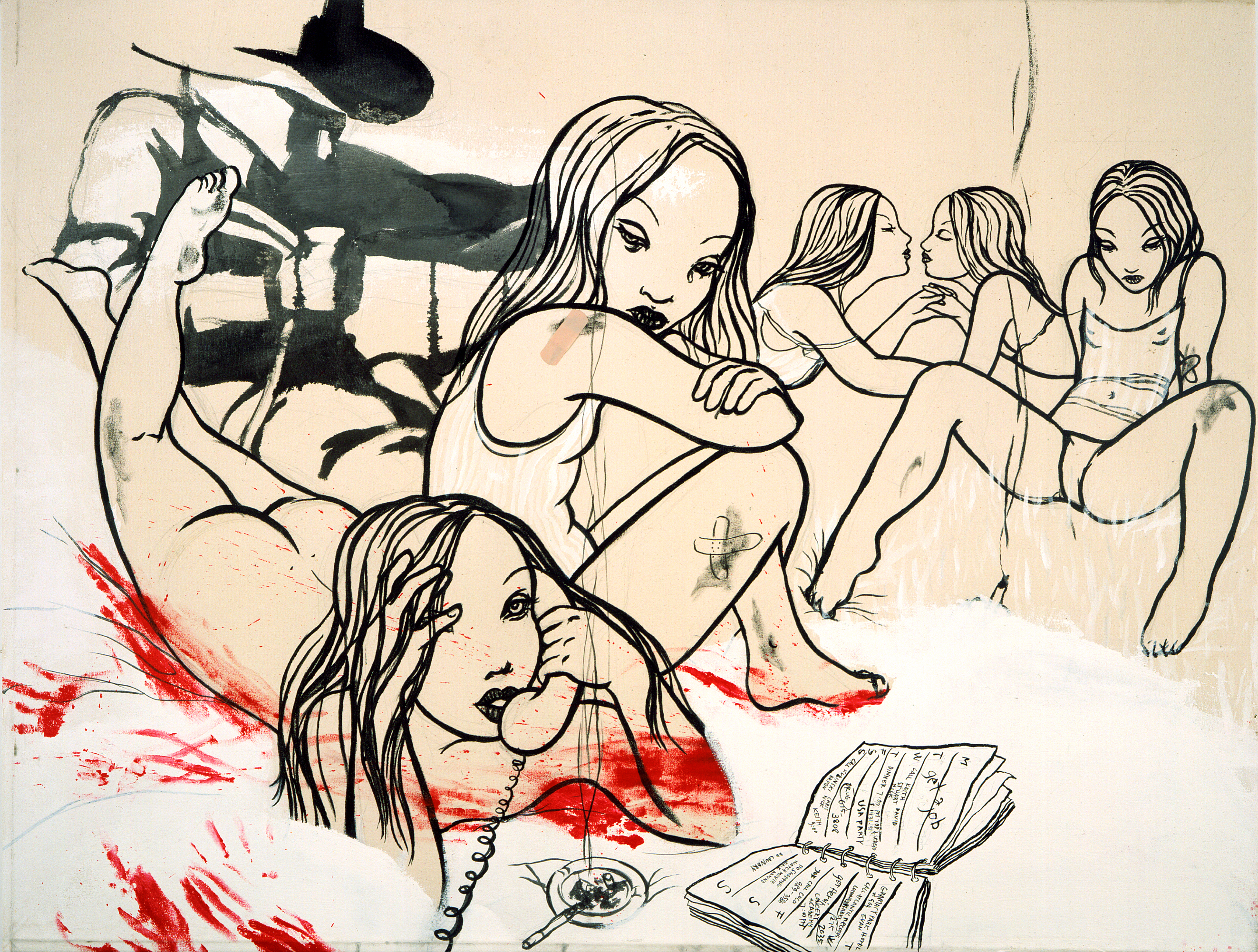
"Get a Job," 1993
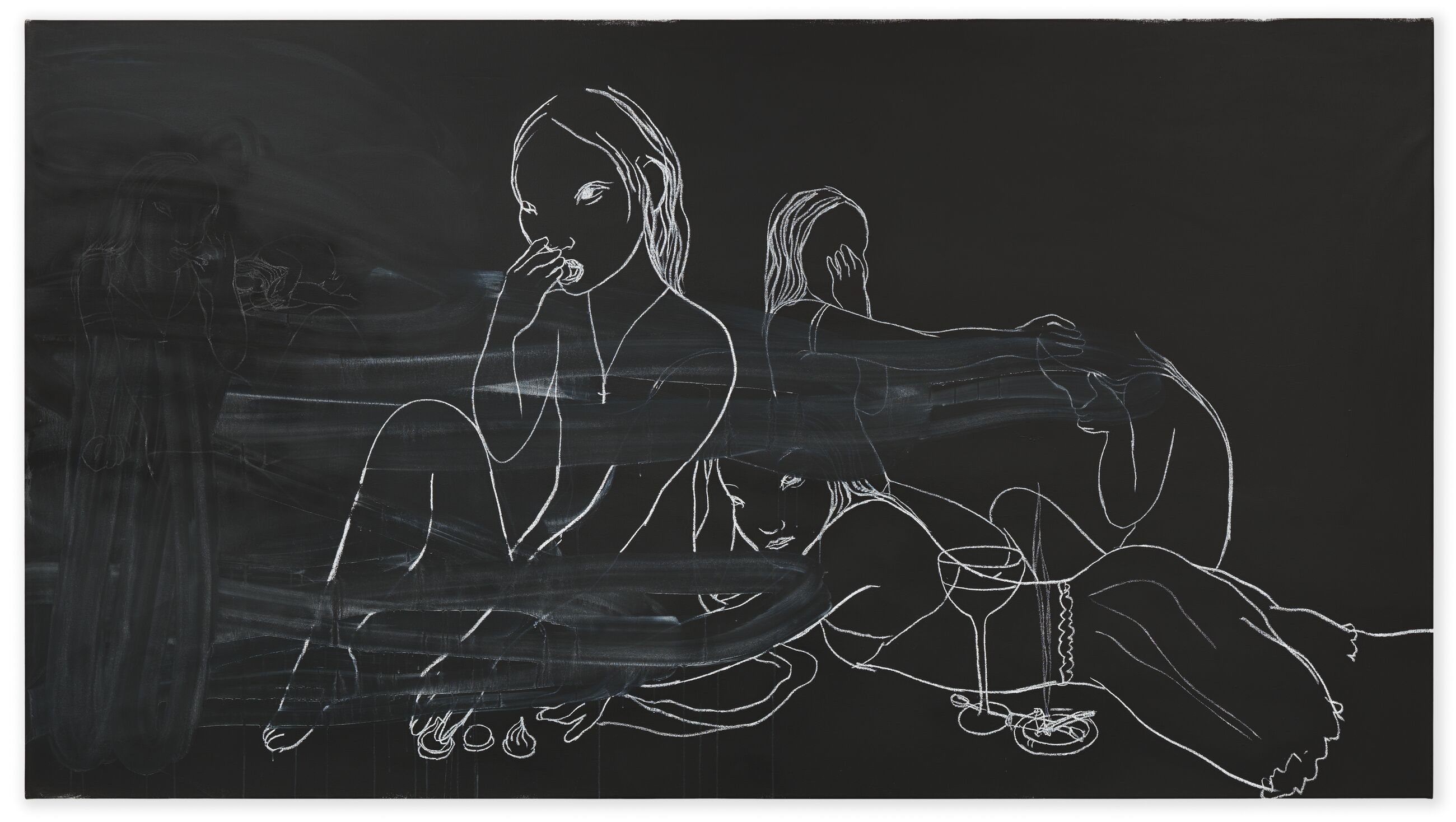
Wiped Out Heroines, 2014